# China Energielabel
Das China Energy Label (CEL) ist, ähnlich wie das EU-Energielabel, eine Kennzeichnung für den Energieverbrauch eines Produkts.
Die Hersteller von bestimmten Elektrogeräten sind seit 2005 verpflichtet, das Label auf ihren Waren anzubringen, um den Endverbraucher in China zusätzlich über die Energieeffizienz des Produkts zu informieren. Das Label enthält Angaben zur Energieeffizienzklasse (1 bis 5) und zum Energieverbrauch. Es soll Kunden in der Volksrepublik China bei deren Kaufentscheidungen dazu anregen, sich für ein energiesparendes Modell zu entscheiden und so den Absatz von energiesparenden Elektrogeräten in China fördern.
Als Land mit dem mittlerweile größten Energiebedarf wächst in China die Umweltbelastung und der Emissionsausstoß. Mit der Einführung des CEL im Jahr 2005 reagierte die chinesische Regierung auf die wachsende Notwendigkeit, den nationalen Energieverbrauch zu regulieren und gesetzlich festgelegte Energieeffizienzstandards einzuführen.
Das CEL gilt sowohl für importierte als auch für chinesische Produkte. Kennzeichnungspflichtige Produkte dürfen erst in China verkauft und bei Geschäftsaktivitäten in China verwendet werden, nachdem eine CEL-Klassifizierung des Produktes durchlaufen wurde.
Die einzelnen Schritte des Kennzeichnungsprozesses umfassen einen umfangreichen Formular- und Dokumentenverkehr, bei dem die vorgegebenen Fristen einzuhalten sind. Insbesondere dem Produkttest kommt eine große Bedeutung zu, da bisher nur wenige Laboratorien von den chinesischen Behörden autorisiert wurden, diesen durchzuführen. Daher können sich längere Wartezeiten ergeben.
Der Prozess umfasst im Groben folgende Schritte:
- Antragstellung
- Produkttest
- Ausstellung der Labels (Etiketten)
- Registrierung des Labels bei CELC

Zuständig für die CEL-Klassifizierung ist das China Energy Label Center (CELC), das Teil des China Standard Certification Center (CSC) ist. Das CELC wurde im Mai 2006 gegründet und ist der National Development and Reform Commission (NDRC), der General Administration of Quality Supervision, Inspection and Quarantine (AQSIQ) und der Certification and Accreditation Administration (CNCA) unterstellt. Das CELC ist zuständig für sämtliche, die CEL-Kennzeichnung betreffende Angelegenheiten.

## CEL-pflichtige Produkte
Seit der Einführung 2005 hat sich die CEL-Kennzeichnungspflicht auf mittlerweile über 25 Produktgruppen erweitert. Die zuständigen chinesischen Behörden nehmen stetig weitere Warenklassen in ihre Listen auf.
Zu den kennzeichnungspflichtigen Produkten gehören u. a.:
- Motoren
- Klimaanlagen
- Kühlschränke
- Waschmaschinen
- Gas-Wasserkocher
- Fotokopierer
- Druckluftkompressoren
- Flachbildfernseher

## CEL für Motoren
Seit dem 1. September 2012 müssen nach dem entsprechenden GB Standard (GB steht für Guobiao, Chinesisch für „Nationaler Standard“) bestimmte Niederspannungsmotoren (kleine und mittelgroße dreiphasige Asynchronmotoren) mit dem CEL gekennzeichnet werden. Zudem dürfen Niederspannungsmotoren des Leistungsbereichs 0,75 kW bis 375 kW nur noch ab mindestens CEL-Effizienzklasse 2 („hocheffizient“) in den Verkehr gebracht werden.
Die chinesische Regierung plant, die CEL-Kennzeichnung in Zukunft auch für andere Motorarten und für Motoren des Leistungsbereichs 7,5 kW bis 375 kW, langfristig für den Bereich 0,75 kW bis 375 kW, verpflichtend zu machen. Dies soll den Energieverbrauch und den Ausstoß von Kohlendioxid weiter senken.
Zusätzlich zu den Energieeffizienz-Anforderungen unterliegen Motoren niedriger Leistung in China der CCC-Zertifizierung (China Compulsory Certificate).